# Posen-Frage 1848–1851
Die Posen-Frage in den Jahren 1848 bis 1851 drehte sich um die Zugehörigkeit eines bestimmten Gebietes zu Deutschland. Die preußische Provinz Posen hatte sowohl polnisch- als auch deutschsprachige Einwohner. Von 1848 bis 1851 galt Posen als Teil des Deutschen Bundes bzw. des neu entstehenden Deutschen Reiches. Strittig war unter anderem die Teilung der Provinz in ein deutsch- und ein polnischsprachiges Gebiet. 1851 wurde der alte Zustand wiederhergestellt.

## Vorgeschichte

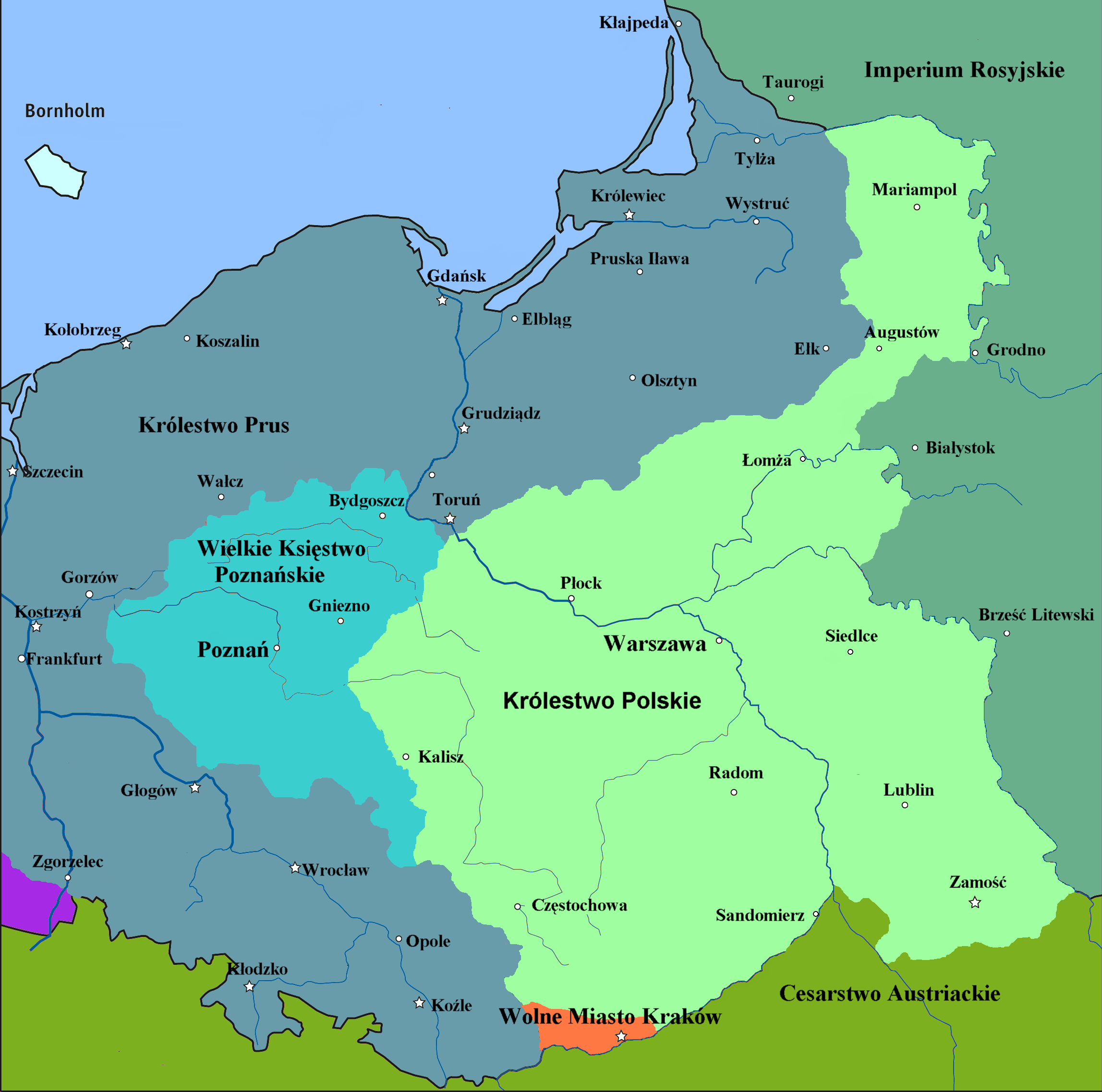
Polen nach 1815. In Hellgrün das sogenannte Kongress-Polen als Teil Russlands, in Türkis das Großherzogtum Posen als Teil Preußens. Krakau (rot) wurde 1846 von Österreich annektiert.

Polen-Litauen war bis ins 18. Jahrhundert ein großer ostmitteleuropäischer Staat, bis Preußen, Österreich und Russland sich das Gebiet in mehreren Schritten einverleibten. Der Kern Polens mit Warschau kam 1815 als Kongresspolen zu Russland. 1831 hatte es einen polnischen Aufstand gegeben, den Russland unterdrückte. In Westeuropa sympathisierten vor allem die Demokraten mit der polnischen Sache und der Wiederherstellung eines unabhängigen polnischen Staates.
Außerdem machten die Polen in Preußen eine Minderheit aus. Eine Minderheit waren sie auch in den jeweiligen preußischen Provinzen mit Ausnahme der Provinz Posen (gleichzeitig das Großherzogtum Posen). Dort lebten damals 800.000 polnischsprachige, 400.000 deutschsprachige und 80.000 jüdische Einwohner. Die Deutschen wohnten vor allem im Westen, Südwesten und Norden (Netzebruch) der Provinz und in den Städten. Bei den häufig gemischten Siedlungsräumen war eine für beide Seiten gerechte Teilung unmöglich.
Mit der polnischen Frage berührte die deutsche Revolution ein Lebensinteresse Russlands. Schließlich verstand Polen sich als ein großes Reich im östlichen Mitteleuropa, das bis nach Kiew und Smolensk reichte. Russland, so gestand ein britischer Diplomat ein, würde nach Asien zurückgedrängt werden. Jeder Russe würde dagegen zu den Waffen greifen, wie 1812. Außer Russland lehnte auch Österreich eine Wiederherstellung Polens strikt ab, während Großbritannien und Frankreich sie befürworteten.
Vor 1848 sah die liberal-demokratische Opposition in Deutschland im polnischen Volk einen Verbündeten gegen die unterdrückenden Kräfte im Osten, vor allem Russland. Zwar lag der Höhepunkt der Begeisterung für Polen schon beim Hambacher Fest 1832, doch in den Märztagen 1848 flammte sie wieder auf. Der preußische König kündigte am 24. März eine „nationale Reorganisation“ des Großherzogtums Posen an.
Am 31. März beschloss das Vorparlament, dass Polen wiederhergestellt werden solle, um das Unrecht der Teilungen wiedergutzumachen. Andererseits sollten ganz Ost- und Westpreußen Teil des deutschen Nationalstaates werden, trotz der polnischen Minderheit in Westpreußen. Liberale und Demokraten, die hinter diesen Beschlüssen standen, waren insofern inkonsequent.

## Polarisierung seit der Märzrevolution 1848

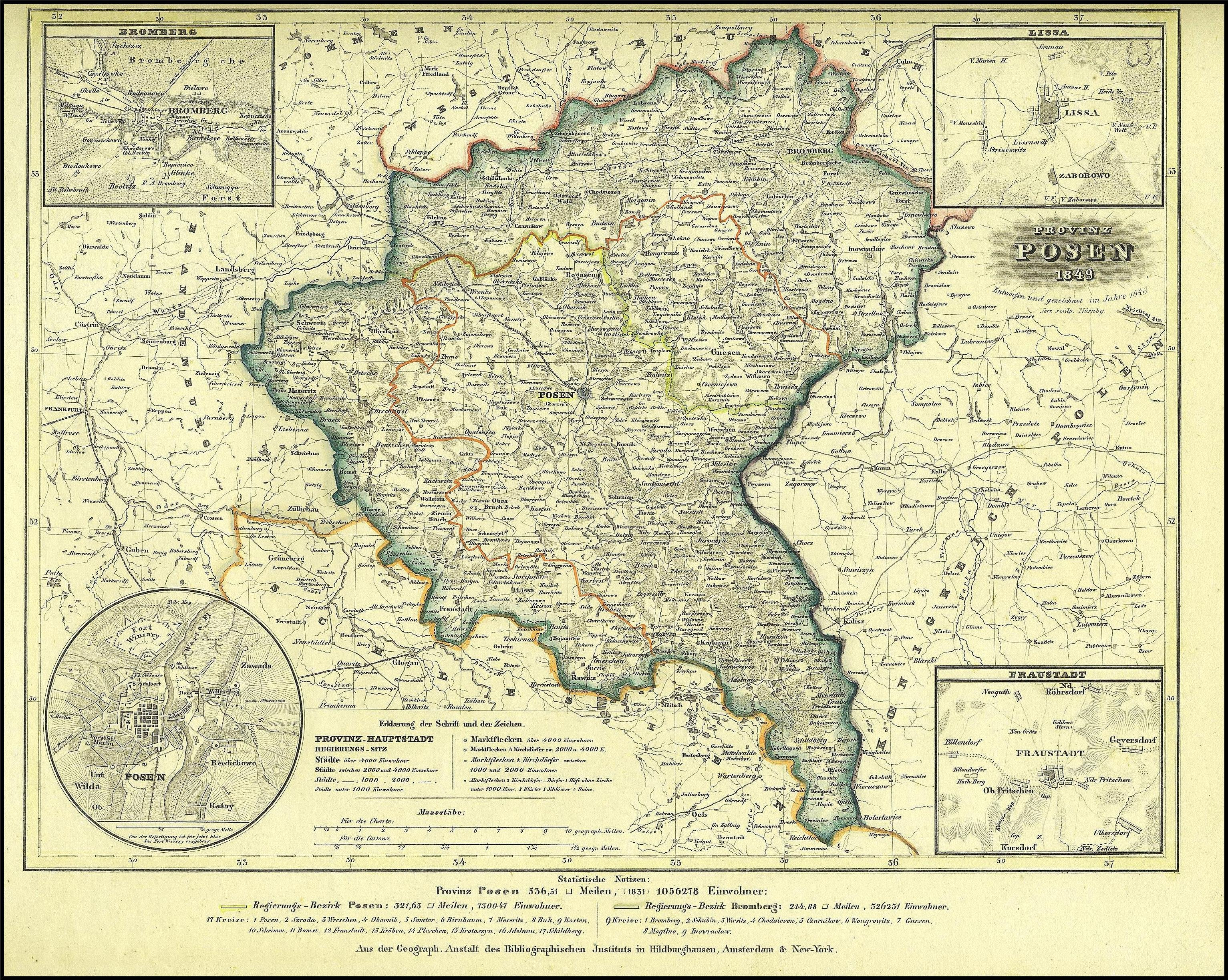
Provinz Posen, 1848

Ein polnisches Nationalkomitee, gegründet am 20. März in Posen, hatte König Friedrich Wilhelm IV. darum gebeten, das Großherzogtum Posen nicht Teil des deutschen Nationalstaates werden zu lassen. Eine Abordnung süddeutscher und westdeutscher Staaten unter Max von Gagern war ebenso wie der neue preußische Außenminister Arnim der Meinung, eine Wiederherstellung Polens würde einen Krieg mit Russland auslösen, der die nationalen, gemäßigten liberalen Kräfte hinter den König bringen würde. Allein dadurch könne die bedrohliche radikale, republikanische Bewegung noch zurückgedrängt werden.
Doch bereits Anfang April zeigte sich, dass die Lage in Russisch-Polen stabil war, während es in Preußen noch bedeutende prorussische Meinungen gab (einschließlich die des Königs). Zar Nikolaus I. hätte die Einbeziehung der preußischen Ostprovinzen einschließlich Posens akzeptiert. Der Text über die nationale Reorganisation ließ aber viele Fragen offen. Der König sorgte sich um seine eigene Stellung und wollte möglichst wenig verändern, allenfalls den Status der Polnischsprachigen verbessern; Außenminister Arnim konnte sich eine größere Autonomie Posens vorstellen, dachte aber vor allem an die Position Preußens in Deutschland.
Ein nationalpolnischer Aufstand im April unter dem Nationalkomitee, das sich als polnische Landesregierung verstand, nahm von einem Teil Posens Besitz. Da der Aufstand mit Angriffen gegen deutsche Einwohner verbunden war, kostete er deutsche Sympathien.
Das polnische Nationalkomitee in Posen sah sich als Keim für eine gesamtpolnische Organisation, daher wollte es noch keine Vertreter der deutschsprachigen Bevölkerung aufnehmen. Bis zur Errichtung einer gesamtpolnischen Regierung sollten daher die Deutschsprachigen weder mitarbeiten noch mitbestimmen. Daraufhin gründeten die Deutschsprachigen in Posen ein eigenes, deutsch-posener Nationalkomitee. Dies wurde in der Folge von den Deutschen als Beginn einer deutsch-polnischen Konfrontation angesehen. Die Polen dachten bereits an die Aufstellung einer Armee, um sich nach innen und außen zu schützen, die Deutschen, konzentriert im Netzedistrikt um Bromberg, planten bereits eine Aufteilung der Provinz Posen.
Der von Polen dominierte Provinziallandtag der Provinz Posen stimmte gegen einen Beitritt zum Deutschen Bund. So bestimmte eine preußische Kabinettsordre vom 14. April, dass die deutschsprachigen Gebiete Posens nicht an der polnischen Reorganisation teilnehmen sollten. Am 22. April nahm der Bundestag die dafür vorgesehenen deutschsprachigen Gebiete (mit offiziell 593.000 von 1.300.000 Einwohnern Gesamt-Posens) in den Bund auf. Am 2. Mai entsprach der Bundestag preußischen Wünschen, unter anderem die Stadt und Festung Posen ebenfalls dem Gebiet zuzuschlagen (mit weiteren 273.000 Einwohnern). Der Rest der Provinz sollte bei Preußen bleiben, aber als autonomes Herzogtum Gnesen eine eigene Verfassung und polnische Verwaltung erhalten. Im Mai stellte der preußische Kommissar General v. Pfuel die Ordnung wieder her, am 9. Mai hatten die letzten aufständischen Streitkräfte kapituliert.
Frankreich protestierte scharf gegen die Teilung des Großherzogtums als „vierte Teilung“ Polens und drohte mit Krieg. Ein Aufstand der Radikalen in Paris, am 15. Mai 1848, machte es der französischen Regierung jedoch unmöglich, sich weiter einzumischen. Sie lehnte aber auch eine Allianz mit Preußen zur Wiederherstellung Polens ab. Großbritannien blieb kühl, und in Russland meinte man, dass die Gefahr schon vorüber sei.

## Posen-Debatte in der Nationalversammlung

Karte des Deutschen Bundes, mit den Grenzen der vorläufigen Teilung in Posen

Bereits bei der Einladung zum Vorparlament bereitete das Posen-Problem Schwierigkeiten, da die Posener Ständemitglieder erst einige Tage später ausdrücklich eingeladen wurden. Dieser Einladung zufolge sollte ganz Preußen dem deutschen Nationalstaat angehören. Damit gab es eine erste Absichtserklärung für die Aufnahme nicht nur Ost- und Westpreußens, sondern auch Posens. Im Vorparlament wollten die einen auf ganz Posen verzichten, mit Rücksicht auf Polen (und indirekt auf Russland), die anderen ganz Posen unbedingt aufnehmen. Man kam schließlich überein, die deutsch-posener Abgeordneten in die Nationalversammlung aufzunehmen und dort über das Posen-Problem zu beraten.
Die Nationalversammlung entwickelte keine eigenen Konzepte und folgte interessanterweise auch nicht dem historischen Prinzip, das „im Falle von Schleswig zum Präjudiz für eine Reichsgründung hochstilisiert wurde“, so Wollstein. Teilungen auf Basis des Nationalitätsprinzips, mit einer Grenze, die alle Ansprüche der Deutschen zufriedenstellte, konnten nicht als Grundlage für einen deutsch-polnischen Ausgleich dienen.
In der Nationalversammlung kam es im Juli zur großen Posen-Debatte. Hier standen zum Teil widersprüchliche Auffassungen nebeneinander. Einerseits gab es vor allem auf der Linken eine große Sympathie für Polen und dessen revolutionäre Rolle. Andererseits sprachen manche Redner auch von einem gesunden nationalen Egoismus, den die Deutschen zeigen müssten; die 500.000 Deutschen in Posen dürften nicht aus Deutschland vertrieben werden. Einige Redner bezeichneten die Polen als kulturell minderwertig im Vergleich zu den Deutschen, schließlich hätten erst letztere durch ihre Kolonisationsarbeit das Land aufgebaut. Überschattet wurde die Debatte ferner vom Gedanken an Russland, das sich dazu gezwungen sehen könnte, gegen ein eigenständiges revolutionäres Polen einzugreifen. Überhaupt sei es aus militärischen Gründen besser, die deutsche Stellung in Posen auszubauen, als Schutzmauer gegen den Osten, als auf ein eigenständiges, schwaches Polen zu vertrauen.

## Bestätigung der Teilung in Frankfurt
Am 27. Juli stimmten die Abgeordneten mit großer Mehrheit (342 zu 31) für die Aufnahme von Teilen Posens, wie der Bundestag es beschlossen hatte. Die Posener Abgeordneten wurden endgültig aufgenommen. Die preußische Regierung wurde aufgerufen, die Nationalität der Deutschen im polnischen Teil Posens zu schützen. Die endgültige Teilungsgrenze sollte später genauer festgelegt werden. Aus Angst vor Unruhen in Posen drängte die Zentralgewalt die preußische Regierung nicht dazu, die Beschlüsse zügig umzusetzen. Erschwerend kam hinzu, dass die preußische Nationalversammlung in Berlin am 19. und 23. Oktober ganz Posen zum preußischen Staatsgebiet erklärte.
Reichskommissar Schaeffer-Bernstein legte schließlich einen Bericht zur Teilung Posens vor, worüber die Nationalversammlung am 6. Februar 1849 debattierte. Er hatte den Auftrag mitbekommen, sich ins Einvernehmen mit der preußischen Regierung zu setzen. Seine Ergebnisse entsprachen daher auch deren Vorstellungen. Ziel war es, weiterhin möglichst viel Gebiet dem deutschen Teil zuzuschlagen und den Polen im Übrigen wenig „Reorganisation“ zu gönnen. Statt kleinerer Grenzkorrekturen zu behandeln, wie am 27. Juli gewünscht, schlug der neue Plan ein noch größeres Gebiet dem deutschen Teil zu.
Die Nationalversammlung nahm den Plan mit 280 gegen 124 Stimmen bei 11 Enthaltungen an. Allerdings wurde die Teilung spätestens am 3. Oktober 1851 hinfällig, als Posen infolge der Olmützer Punktation wieder aus dem Deutschen Bund ausgegliedert wurde.

## Belege
1. ↑  Günter Wollstein: Das ‚Großdeutschland‘ der Paulskirche. Nationale Ziele in der bürgerlichen Revolution 1848/1849. Droste Verlag, Düsseldorf 1977, ISBN 3-7700-0474-4, S. 106.
2. ↑  W. E. Mosse: The European Powers and the German Question 1848–71. With Special Reference to England And Russia. Cambridge: University Press 1958, S. 14.
3. ↑  Ernst Rudolf Huber: Deutsche Verfassungsgeschichte seit 1789. Band II: Der Kampf um Einheit und Freiheit 1830 bis 1850. 3. Auflage, Verlag W. Kohlhammer, Stuttgart [u. a.] 1988, S. 639.
4. ↑  Günter Wollstein: Das ‚Großdeutschland‘ der Paulskirche. Nationale Ziele in der bürgerlichen Revolution 1848/1849. Droste Verlag, Düsseldorf 1977, ISBN 3-7700-0474-4, S. 99.
5. ↑  Günter Wollstein: Das ‚Großdeutschland‘ der Paulskirche. Nationale Ziele in der bürgerlichen Revolution 1848/1849. Droste Verlag, Düsseldorf 1977, ISBN 3-7700-0474-4, S. 100/101.
6. ↑  Ernst Rudolf Huber: Deutsche Verfassungsgeschichte seit 1789. Band II: Der Kampf um Einheit und Freiheit 1830 bis 1850. 3. Auflage, Verlag W. Kohlhammer, Stuttgart [u. a.] 1988, S. 639.
7. ↑  Günter Wollstein: Das ‚Großdeutschland‘ der Paulskirche. Nationale Ziele in der bürgerlichen Revolution 1848/1849. Droste Verlag, Düsseldorf 1977, ISBN 3-7700-0474-4, S. 101/102.
8. ↑  Günter Wollstein: Das ‚Großdeutschland‘ der Paulskirche. Nationale Ziele in der bürgerlichen Revolution 1848/1849. Droste Verlag, Düsseldorf 1977, ISBN 3-7700-0474-4, S. 102/103.
9. ↑  Ernst Rudolf Huber: Deutsche Verfassungsgeschichte seit 1789. Band II: Der Kampf um Einheit und Freiheit 1830 bis 1850. 3. Auflage, Verlag W. Kohlhammer, Stuttgart [u. a.] 1988, S. 640/641.
10. ↑  W. E. Mosse: The European Powers and the German Question 1848–71. With Special Reference to England And Russia. Cambridge: University Press 1958, S. 14/15.
11. ↑  Günter Wollstein: Das ‚Großdeutschland‘ der Paulskirche. Nationale Ziele in der bürgerlichen Revolution 1848/1849. Droste Verlag, Düsseldorf 1977, ISBN 3-7700-0474-4, S. 104/105.
12. ↑  Günter Wollstein: Das ‚Großdeutschland‘ der Paulskirche. Nationale Ziele in der bürgerlichen Revolution 1848/1849. Droste Verlag, Düsseldorf 1977, ISBN 3-7700-0474-4, S. 117/119.
13. ↑  Ernst Rudolf Huber: Deutsche Verfassungsgeschichte seit 1789. Band II: Der Kampf um Einheit und Freiheit 1830 bis 1850. 3. Auflage, Verlag W. Kohlhammer, Stuttgart [u. a.] 1988, S. 641.
14. ↑  Ernst Rudolf Huber: Deutsche Verfassungsgeschichte seit 1789. Band II: Der Kampf um Einheit und Freiheit 1830 bis 1850. 3. Auflage, Verlag W. Kohlhammer, Stuttgart [u. a.] 1988, S. 640/641.
15. ↑  Ernst Rudolf Huber: Deutsche Verfassungsgeschichte seit 1789. Band II: Der Kampf um Einheit und Freiheit 1830 bis 1850. 3. Auflage, Verlag W. Kohlhammer, Stuttgart [u. a.] 1988, S. 641.
16. ↑  W. E. Mosse: The European Powers and the German Question 1848–71. With Special Reference to England And Russia. Cambridge: University Press 1958, S. 14/15.
17. ↑  Günter Wollstein: Das ‚Großdeutschland‘ der Paulskirche. Nationale Ziele in der bürgerlichen Revolution 1848/1849. Droste Verlag, Düsseldorf 1977, ISBN 3-7700-0474-4, S. 109–111.
18. ↑  Günter Wollstein: Das ‚Großdeutschland‘ der Paulskirche. Nationale Ziele in der bürgerlichen Revolution 1848/1849. Droste Verlag, Düsseldorf 1977, ISBN 3-7700-0474-4, S. 186/187.
19. ↑  Günter Wollstein: Das ‚Großdeutschland‘ der Paulskirche. Nationale Ziele in der bürgerlichen Revolution 1848/1849. Droste Verlag, Düsseldorf 1977, ISBN 3-7700-0474-4, S. 169.
20. ↑  Günter Wollstein: Das ‚Großdeutschland‘ der Paulskirche. Nationale Ziele in der bürgerlichen Revolution 1848/1849. Droste Verlag, Düsseldorf 1977, ISBN 3-7700-0474-4, S. 165.
21. ↑  Günter Wollstein: Das ‚Großdeutschland‘ der Paulskirche. Nationale Ziele in der bürgerlichen Revolution 1848/1849. Droste Verlag, Düsseldorf 1977, ISBN 3-7700-0474-4, S. 176/177.
22. ↑  Günter Wollstein: Das ‚Großdeutschland‘ der Paulskirche. Nationale Ziele in der bürgerlichen Revolution 1848/1849. Droste Verlag, Düsseldorf 1977, ISBN 3-7700-0474-4, S. 180–182.
23. ↑  Günter Wollstein: Das ‚Großdeutschland‘ der Paulskirche. Nationale Ziele in der bürgerlichen Revolution 1848/1849. Droste Verlag, Düsseldorf 1977, ISBN 3-7700-0474-4, S. 185.